# Бекињи (Сома)
Бекињи (фр. Becquigny) насеље је и општина у североисточној Француској у региону Пикардија, у департману Сома која припада префектури Мондидје.
По подацима из 2011. године у општини је живело 106 становника, а густина насељености је износила 17,55 становника/km². Општина се простире на површини од 6,04 km². Налази се на средњој надморској висини од 59 метара (максималној 107 m, а минималној 50 m).

## Демографија
| 1962. | 1968. | 1975. | 1982. | 1990. | 1999. | 2011. |
| ----- | ----- | ----- | ----- | ----- | ----- | ----- |
| 141   | 142   | 105   | 103   | 97    | 99    | 106   |

График промене броја становника у току последњих година